# CNBC (Europa)

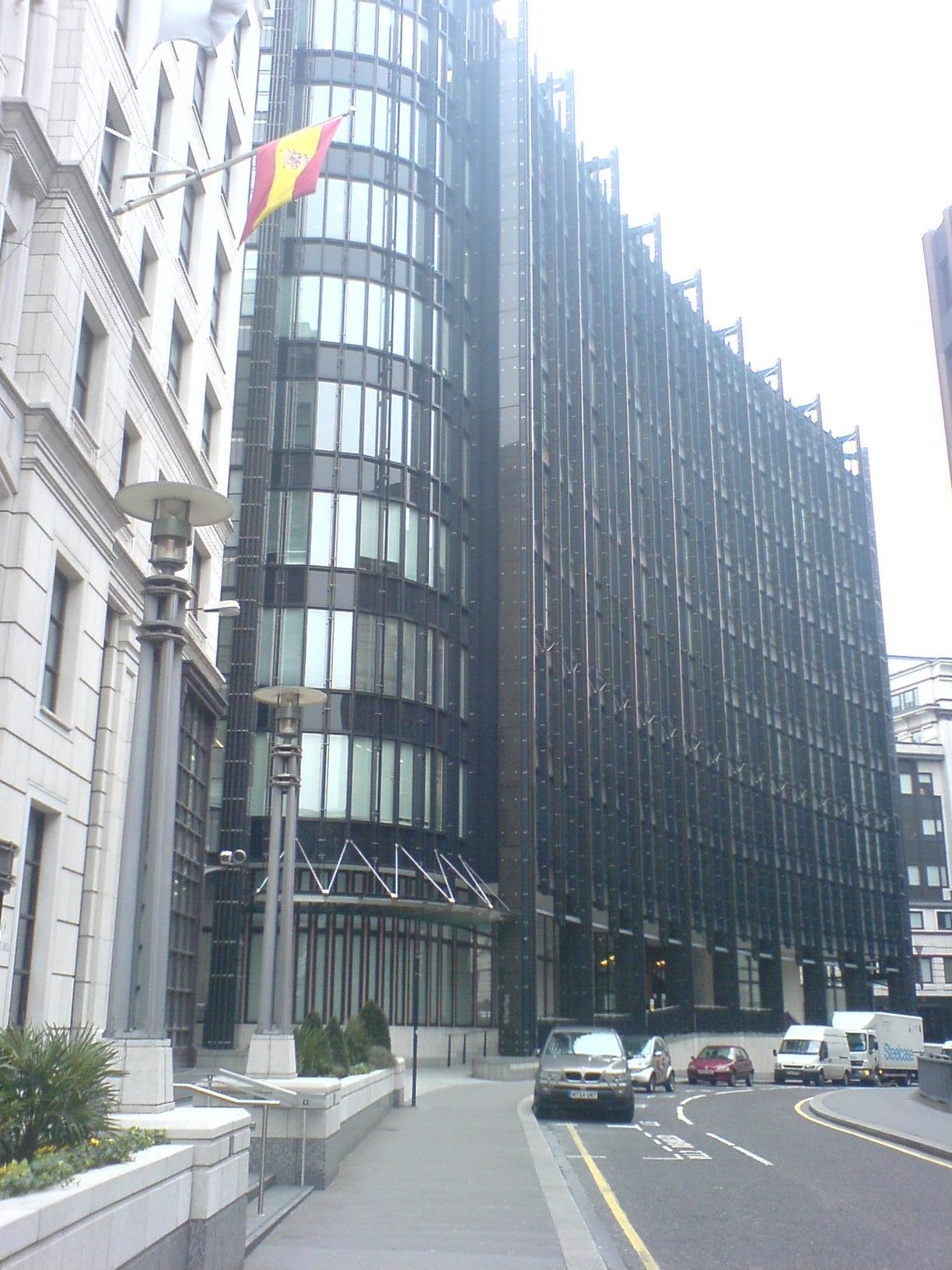
Europa-Zentrale in London

CNBC (früher CNBC Europe) ist ein Wirtschafts- und Finanznachrichtensender, der von NBCUniversal betrieben wird und seinen Hauptsitz in London, England, hat. CNBC Europe ist der europäische Ableger des US-amerikanischen Senders CNBC (Consumer News and Business Channel). Das Programm wird aus London übertragen.

## Geschichte des Senders
CNBC Europe ging im März 1996 auf Sendung. Mutterkonzern war das Rundfunk- und Fernsehnetzwerk NBC. Im Februar 1998 fusionierte der Sender mit dem europäischen Nachrichtenkanal von Dow Jones, European Business News (EBN). Im Juli 2005 kündigte NBC Universal an, den Anteil von Dow Jones zurückzuerwerben. Seit Dezember des Jahres gehört CNBC Europe wieder vollständig dem Mischkonzern. Dow Jones wird aber weiterhin Programminhalte liefern. Im Zuge der Umstrukturierung fiel auch die Zeile „A Service of NBC and Dow Jones“ weg.

Ehemaliges Senderlogo

## Moderatoren und Reporter
Moderatoren und Marktreporter sind:
| - Martin Baccardax - Geoff Cutmore | - Roland Klaus (Frankfurt) - Anna Martin - Rebecca Meehan - Michael Mross (Frankfurt) | - Stephen Sedgwick |

## Ehemalige Moderatoren und Reporter
- Louisa Bojesen
- Sabine Christiansen
- Guy Johnson
- Roland Klaus (Frankfurt)
- Stéphane Pedrazzi (Paris)
- Simon Hobbs
- Patricia Szarvas (Frankfurt)
- Silvia Wadhwa (Frankfurt)
- Ross Westgate

## Programm
CNBC Europe produziert werktags rund neun Stunden Live-Programm. Zwischen 13 und 17 Uhr zeigt der Sender die Programme Squawk Box und Squawk On the Street aus Amerika. Außerdem übernimmt der Kanal die Formate Power Lunch und Closing Bell von US CNBC. Abends zeigte der Sender jahrelang eine gekürzte Version der früher von Jay Leno moderierten NBC-Unterhaltungsshow The Tonight Show und die Nachrichtensendung NBC Nightly News, bis die Tonight Show am 1. Februar 2012 durch Late Night with Jimmy Fallon ersetzt wurde. Seit Februar 2014 wird am Wochenende die Tonight Show with Jimmy Fallon ausgestrahlt. Am Wochenende kommen Programme der ganzen Sendergruppe zum Einsatz. Bei wichtigen Ereignissen übernimmt der Sender auch das Programm des US-Nachrichtensenders MSNBC.
Tägliche Sendungen:
| Uhrzeit   | Sendung                     | Moderatoren                                    |
| --------- | --------------------------- | ---------------------------------------------- |
| 6–7 Uhr   | Capital Connection          | Sri Jegarajah und Helia Ebrahimi               |
| 7–10 Uhr  | Squawk Box Europe           | Geoff Cutmore, Karen Tso und Steve Sedgwick    |
| 10–12 Uhr | Worldwide Exchange          | Julia Chatterley, Wilfred Frost und Seema Mody |
| 12–13 Uhr | Strictly Money (Nur für UK) | Ross Westgate, Clare Garnett                   |
| 17–18 Uhr | European Closing Bell       | Louisa Bojesen                                 |
| 19–20 Uhr | Europe Tonight              | Guy Johnson, Anna Martin                       |

Sendungen am Wochenende:
| - Asia Squawk Box - Asia Market Week - Business Arabia - Business Russia | - Business Turkey - CNBC Sports - Europe This Week - The Tonight Show Starring Jimmy Fallon | - McLaughlin Group - Meet The Press - The Wall Street Journal Report - World Business |

Weitere Sendungen:
- Access: Middle East
- Access: Africa
- The Edge
- Investing Edge
- Change Reaction
- Looking Forward
- Make Green Pay
- Questions for the Future
- Squawk Outside the Box
- Start Talking: Alternative Energy
- The Business of Innovation
- The Leaders (wöchentliche Talkshow)
- CNBC Life – Weekend Programm

Eingestellte Formate:
- Global Players with Sabine Christiansen (wirtschaftspolitische Talkshow seit 2006)
- Power Lunch Europe

## Design
Der europäische Sender orientierte sich in der Vergangenheit am On-Air-Design der amerikanischen Version. Im September 2004 wich CNBC Europe davon ab: Titelsequenzen wurden neu gestaltet und hoben sich von den Grafiken des Schwestersenders ab. Auch das Design der Infotafeln wurde komplett erneuert. Die Musik übernahm der Kanal aber weiterhin von US CNBC. Im September 2006 wurde das Aussehen des Senders ähnlich dem amerikanischen Kanal gestaltet. Auf neue Animationen verzichtete CNBC Europe. Titelsequenzen und Klänge blieben weitgehend erhalten. Im Januar 2008 überarbeitete der Sender sein Studiodesign und passte die Inserts dem amerikanischen und asiatischen Vorbild an. Am 1. März 2010 änderte sich nach einigen Änderungen an Inserts und Hintergrundmusiken nun das komplette Auftreten des Senders. Neben einer neuen Schriftart und komplett neuen Einblendungen, wurde das neue Design parallel in Europa und USA On-Air eingesetzt.

## Regionale Programme und Kooperationen
Es gibt eine Übertragung von CNBC Europe für die skandinavischen Länder, genannt CNBC Nordic. Das regionale Fenster hat den gleichen Inhalt wie CNBC Europe, auf dem Ticker werden jedoch die aktuellen Börsendaten aus Skandinavien gezeigt.
CNBC Europe betreibt weiterhin folgende lokale Sender:
- CNBC-e ist die türkische Version von CNBC. Einzigartig ist, dass nach Wirtschaftsnachrichten bekannte Unterhaltungsserien und Filme ausgestrahlt werden.
- Class CNBC (früher CFN-CNBC) ist die italienische Version des Netzwerkes, betrieben mit Class Editori und Mediaset.
- CNBC Arabiya ist die arabische Version des Kanals, mit dem Sitz in Dubai.
- TVN CNBC Biznes ist die polnische Version des Senders - Eingestellt.

Außerdem belieferte CNBC Europe bis Ende Dezember 2008 den deutschen Nachrichtensender N24 mehrmals täglich mit Updates vom Frankfurter Parkett und abends von der New York Stock Exchange.

### Der Sonderfall CNBC Germany
Bis zur Abschaltung der analogen ASTRA-Satellitenfrequenz zum 1. Januar 2008 wurde auf diesem Sendeplatz (zuletzt nur stundenweise) CNBC Germany ausgestrahlt. Zunächst wurden die englischsprachigen Teleshopping-Fenster durch äquivalente Dauerwerbesendungen für den deutschsprachigen Markt ersetzt; kurze Zeit später liefen im Wochenendprogramm, wie auch bei NBC Europe, religiöse Programme in deutscher Sprache oder mit deutschen Untertiteln.
Der Sender Das Vierte übernahm zum Sendestart den bisherigen Transponder von CNBC Germany. Der Transponderwechsel hatte eine Verkürzung der Sendezeit zur Folge; statt wie bisher 24 Stunden täglich zu senden, war CNBC Germany werktags von 5 bis 20 Uhr und am Wochenende von 5 bis 13 Uhr zu sehen. Aufgrund dessen wurden die Late-Night-Formate von Jay Leno und Conan O’Brien von 19:00 Uhr bis zum Sendeschluss um 20:00 Uhr in gekürzter Form ausgestrahlt.
Der Name "CNBC Germany" wurde vor allem im Videotext und auf der Internetpräsenz kommuniziert, wo es gesonderte Programmübersichten gab. Besonderheit hierzu ist, dass der CNBC-Text zu Zeiten, in denen sich CNBC Germany in das laufende CNBC-Europe-Programm eingeklinkt hatte, nicht verfügbar war.
Das Vierte übertrug seit der Abschaltung der analogen Satellitenfrequenz von CNBC Germany werktags von 5 bis 10 Uhr das paneuropäische CNBC-Programm über sämtliche Verbreitungswege (vgl. hierzu den Artikel zu NBC Europe). Zu Jahresbeginn 2011 wurde dieser Service dahingehend eingeschränkt, dass lediglich die zwischen 5 und 7 Uhr ausgestrahlte Sendung "Capital Connection" in Deutschland auf diesem Wege empfangbar ist. Die zwischen 7 und 10 Uhr ausgestrahlte Sendung "Squawk Box Europe" wurde durch die Ausstrahlung von Cartoons ersetzt.

## Sat-Frequenzen
Der US-Wirtschaftskanal CNBC hat die Verbreitung seines europäischen Ablegers in Standard-Digital Bildqualität (SD) auf Satellit Astra 19,2° Ost eingestellt. Der Kanal strahlt sein Programm unverschlüsselt in HD-Qualität aus und startete sein HD-Programm über die neue Frequenz 11.171 H, SR 22000, FEC 3/4, DVB-S2 – 8PSK.
Die SD-Variante war über die Frequenz 11.597 V, SR 22000, FEC 2/3 zu empfangen. Diese wurde eingestellt.